# トリビアの泉 〜素晴らしきムダ知識〜
『トリビアの泉 〜素晴らしきムダ知識〜』（トリビアのいずみ すばらしきムダちしき）は、フジテレビ系列で2002年10月8日から2006年9月27日までレギュラー放送された後、2007年から2012年まで不定期放送の特別番組として放送されていた、雑学バラエティ番組である。字幕放送、一部の回で音声多重放送、2010年の特番の放送からハイビジョン制作が実施されていた。
通称は『トリビア』『トリビアの泉』。

## 概要
当番組は「生きていく上で何の役にも立たない無駄な知識、しかし、つい人に教えたくなってしまうようなトリビア（雑学・知識）」を視聴者からの一般公募により、トリビアプレゼンター（司会）を務める高橋克実と八嶋智人がVTRにて紹介し、品評会会長のタモリを筆頭にゲスト品評会員らが品評していく。英語にある「trivia（「トリビア」）」とは、日本語で「雑学・些末な」という意味である。
評価・品評するメインコーナー「トリビアの泉」をはじめ、実用性はないが「明日人に教えたくなる」ような話題の提供をコンセプトに放送する。番組タイトル名は“トリビア”と“トレビの泉”のかばん語である。
当番組の制作・企画・構成に関しては、番組スタッフが飲み会中、ある番組スタッフの薀蓄話に別のスタッフが「へぇ」と答えたことに始まっている。また、当番組スーパーバイザーとして、番組のヒントになった『トンデモ一行知識の世界』 と『トンデモ一行知識の逆襲』の著者である唐沢俊一が監修し、当番組に参加している。

## 歴史
2002年10月7日から毎週火曜日 1:40 - 2:10（月曜深夜）に深夜番組（月深枠）としてレギュラー放送が開始され、2003年3月17日まで深夜枠で放送。視聴率5%超えという1時台の深夜番組としては高視聴率を獲得した。
2003年1月4日（土曜日）15:15 - 16:15には、番組初となる1時間の拡大版の特別番組が放送された。
番組の人気や高視聴率に伴い、2003年7月2日からはゴールデンタイム・プライムタイム枠に昇格し、品評会会長としてレギュラーにタモリを加えて、毎週水曜日 21:00 - 21:54にレギュラー放送された。3ヶ月間ブランクがあったのは、遅れネット局に配慮したためである。ゴールデン昇格後は、毎回20%を超える高視聴率を連発したり、番組内で使用される用語「へぇ」も当時の流行語大賞にノミネートされ、トップテンに選出されるなどの社会現象を巻き起こした。
2004年1月1日（木曜日）21:15 - 22:45と、2005年1月1日（土曜日）21:15 - 22:30に、2年連続で元日に拡大版の特別番組が放送された。
2006年1月11日 19:00 - 22:48には、『トリビアの泉 〜最強の国民ランキングSP!〜』と題して、当番組過去最長の放送時間の228分（3時間48分）の拡大版の特別番組を放送。放送111回を記念とした4時間スペシャルを放送。また、これまで放送される事がなかった19時台・20時台に初めて放送された。なお、この日の放送では、「トリビアの泉」「トリビアの種」共に、新作は一切取り上げず、過去のトリビアの総集編が行われた。「トリビアの泉」は、番組ホームページで予め募集をかけた視聴者による国民投票で選ばれた傑作トリビアBEST20がカウントダウン形式で発表された。また、過去のトリビアでも再放送ではなく再度品評されたものが収録された。「トリビアの種」は、もう一度見たいトリビアの種としてこちらも番組ホームページで予め募集をかけた視聴者による国民投票で選ばれたトリビアの種7本傑作選が放送された。
番組改編期となる2006年9月27日 21:00 - 23:18に『トリビアの泉 〜君の心に“へぇ”はあるかSP〜』と題して、レギュラー放送最終回が放送された。これを以て、水曜21時枠のレギュラー放送を終了し、深夜時代を含めた約4年間のレギュラー放送に終止符を打った。発表されたトリビアはこの時点で、深夜時代を含めて999個だった。
レギュラー放送が終了して約4ヶ月が経った2007年1月27日（土曜日）21:00 - 22:54（『土曜プレミアム』枠）に、『トリビアの泉 復活SP 踊る大へぇへぇ祭り』と題して、レギュラー放送終了後初めての復活特別番組が放送された。当初は同枠で約2ヶ月に1回の頻度での放送が予定されており、2回目は同年3月10日に放送が予定されていた。しかし、ナレーターを担当していた中江真司の体調不良をはじめとした諸事情により3月の放送は中止となり、その約2ヶ月後の2007年5月12日（土曜日）21:00 - 23:10（『土曜プレミアム』枠）に、『トリビアの泉 〜無駄無駄無駄無駄ァ! ムダ知識大放出SP〜』と題して、2回目の特番を放送。実際には不定期となった。その後、中江は2007年6月に死去し、2007年11月28日放送分のスペシャル以降は窪田等が担当した。また、約半年後の2007年11月28日（水曜日）21:00 - 22:48に、『トリビアの泉 世界で一番“へぇ”が好きSP』と題して、3回目の特番を放送。また、同日は『土曜プレミアム』枠でなく、ゴールデン時代のレギュラー枠と同じ水曜21時枠での放送だった。
この3回目の放送から約1年8ヶ月後の2009年7月18日に映画『アマルフィ 女神の報酬』の公開を記念して、特別編のスピンオフ番組が放送された。内容は映画撮影秘話が中心で、倉庫の片隅のような場所で番組レギュラーのビビる大木一人だけで品評を行った。この回は、品評会会長のタモリは出演していない。
2010年2月27日（土曜日）21:00 - 23:10（『土曜プレミアム』枠）に、約2年3ヶ月ぶりの復活として『トリビアの泉 へぇへぇの種で大満開 久しぶりにやったらギネスまでとっちゃったよSP』と題して、特別番組が放送された。番組冒頭では特別企画（八嶋曰く「2年3か月ぶりの放送なので、当番組を知らない小さな子供達のために作った」）。としてテレビアニメ『ONE PIECE』とのコラボレーション企画が行われ、『ONE PIECE』の第1期オープニングテーマ「ウィーアー!」（歌 - きただにひろし、第1話 - 第47話）の映像の登場キャラクターを品評会会長のタモリ・トリビアプレゼンター（司会）の高橋克実、八嶋智人の3名に置き換えて新たに制作されたものが流された。この映像では麦わらの一味 が登場したほか、『ONE PIECE』のオリジナル声優である田中真弓（モンキー・D・ルフィ役）、大塚周夫（ゴールド・ロジャー役）、大場真人（ナレーター）がアフレコに参加した。また、オープニングでは「フジテレビ開局51周年に放送する番組」とテロップが表示されていた。視聴率はスペシャル番組としては最高となる20.1%を記録した。
2012年で深夜時代から数えて番組生誕10周年を迎えた。これを記念して、2011年12月21日（水曜日）21:00 - 23:13には、深夜時代と全国ネット（ゴールデン時代）も含めた総集編の『トリビアの泉 10周年「へぇ」祭りはベストオブベストで! 承知しましたSP』が放送され、2012年1月1日（日曜日）21:00 - 23:30には、オール新作放送の『トリビアの泉 祝10周年! あけましてムダ知識SP』が放送された。この回を最後に、放送は行われていない。
2017年12月16日・2018年6月30日に同局で放送された『ギリギリ昔話』では「今じゃもう出来ない!? 攻めすぎなゴールデン番組」として、当番組で紹介された「トリビアの泉」や検証された「トリビアの種」で過激・過酷なトリビアが取り上げられた。
2017年・2020年にgooで行われた「復活してほしいバラエティ番組ランキング」においては共に2位を記録するなど、番組の放送が終了して以降も根強い人気を誇っている。

## 出演者

### トリビア プレゼンター（司会）
- 高橋克実
- 八嶋智人

### 品評会会長
- タモリ(ゴールデン移行後に就任)

### 品評会会員
- ビビる大木(毎回出演)
- ベッキー
- 荒俣宏
- はしのえみ
- 金子昇
- ジャスミン
- 永井大
- 賀集利樹
- 杉浦太陽
- 小川仁志（日経エンタテインメント!編集長）
- MEGUMI
- 柳沢慎吾
- 糸井重里
- 筒井康隆

### ナレーター
初代
- 中江真司（2002年10月7日 - 2007年1月27日、深夜〜ゴールデン・レギュラー放送）

代役
- 大友龍三郎（2007年5月12日、特別番組）

2代目
- 窪田等（2007年11月28日・2010年2月27日・2011年12月21日・2012年1月1日、特別番組 - ）

声の出演
- 皆口裕子（2004年8月10日）
- 永井一郎（2007年1月27日、アバンタイトル）
- 大塚周夫（コラボレーション企画『ONEPIECE』、2010年2月27日）
- 田中真弓（同上）
- 大場真人（同上）
- 吉村誠一郎（フリーアナウンサー、2010年2月27日）
- 中村光宏（フジテレビアナウンサー、2010年2月27日）

### コーナー出演者
- 緒川たまき - レギュラー放送でのコーナー『ガセビアの沼』のVTRに2005年1月19日より出演。ただし、出演者・スタッフのエンドロールに出ていない。
- 牧原俊幸・宮瀬茉祐子（共に当時フジテレビアナウンサー） - レギュラー放送でのコーナー「トリビアニュース」のニュースキャスターとして両名が担当
- 田中圭 - 2006年1月25日から、トリビア紹介の冒頭の映像や確認VTRにおいて何の脈絡もなく微笑みかける謎の青年として1 - 3回登場していた。
- 山中秀樹（当時フジテレビアナウンサー、現在はフリーアナウンサー） - 番組中の訂正文や謝罪文などの読み上げ担当。この読み上げをネタとして使う場合も山中が行う。一般には翌週以降に行われるが、「訓読みの『訓』は音読み」というトリビアの時にはトリビア紹介後すぐに「わかりにくくて恐縮ですが」と補足説明のために登場した。

## 番組構成
番組開始当初より2004年までは番組冒頭にSF作家のアイザック・アシモフの発言とされる「この地球でトリビアを増やすことに喜びを感ずるのは人間のみである」や「人間は無用な知識が増えることで快感を感じることができる唯一の動物である」を引用し、番組コンセプトと結びつけた。
2005年1月以降レギュラー放送終了まではこれに代わり、同様の目的で哲学者アリストテレスの『形而上学』第一巻冒頭の文「全ての人間は生まれながらにして知ることを欲する」(980a) を引用した。

## コーナー
ゴールデン枠でのレギュラー放送終了後、不定期のスペシャルでも継続して放送されているのは、「トリビアの泉」、「トリビアの種」、「おさらいトリビア」の3つのコーナーのみである。

### トリビアの泉
当番組のメインコーナー。番組の視聴者から投稿された「知っていても人生の役に立たない、でも知っていたら楽しい」「明日人に教えたくなるような雑学・知識＝情報を元に「トリビア」となりうる雑学を紹介し「確認VTR」を使って、「トリビアプレゼンター」（司会）の高橋克実、八嶋智人がユーモアを交えつつ紹介するコーナー。タモリを筆頭とする「トリビア品評会」の面々が品評していく。
スタジオでは「トリビア」を紹介する2人の司会者「トリビアプレゼンター」と「トリビア」を評価する「品評会会長」を始めとする5人のパネラー「トリビア品評会」が登場し、番組を盛り上げる。司会者は「補足トリビア」と称して「トリビア」に解説を加え、パネラーは「へぇボタン」を使って評価（番組内では「品評」と称す）する。
構成としては、まず投稿者名と「トリビア」の概要のみが導入のVTRで紹介され、パネラーはそこで1回「品評」を行う。その後、「トリビア」の具体的な内容が「確認VTR」で紹介され、スタジオではパネラーが再び「品評」、「補足トリビア」へと移る。
「トリビア」の投稿は郵送および番組ホームページで行われる。また、同内容の場合の採用には先着順であったが、視聴率上昇に伴い投稿数が増え先着の判断が困難となってからは抽選となった。時折「あの人からのトリビア」と称し、有名人、芸能人、著名人から投稿者に因んだ「トリビア」が送られることがある。「トリビア」の中には「っぽく見える」、「っぽく聴こえる」などシリーズ化したものがある。
1回分の放送では、深夜時代は6〜7本紹介されて、ゴールデン時代は当初は7〜8本、「ガセビアの沼」のコーナーが始まった2005年からは4〜6本紹介されていた。
第1回の放送から視聴者からの投稿で成り立っているスタイルだが、初期にはスーパーバイザーの唐沢俊一の書籍から採用したものを他人の投稿者名を紹介して取り上げていたとの指摘があり、唐沢も自身が運営する掲示板の内容の使用を許可したと明かしている。

#### 確認VTR
VTRの基本構成は「〇〇はこう語る（他に「〇〇に聞いてみた」）」というナレーションの後に、詳細を知る人物（大学教授など専門家や当事者、関係者、被伝者本人）へのインタビューから始まり、そこから証拠となる書物などの引用、記録映像や実験映像の放映、専門家の証言や書物の内容を基にしたイラストなどを用いて紹介するというもの。インタビューでは「はい、確かに…（英語ではYes, that's right...）」で始まることが多い。また、解説が長いと本人が話している最中に「要するに」というナレーションとテロップと共にフェードアウトされ、改めて簡潔な回答をすることがある。稀に、取材に伺った専門家もその事実を知らず、後日改めてインタビューし直す場合もあった。これにユーモアを交え、時には本題とあまり関係のない事柄やパロディもネタとして取り入れる。
VTRには、特に実験を必要をする場合などスタッフが出演することが多い（原則、白衣を着用）。また、番組がゴールデンタイムに移行した後は「トリビア」内容とは直接関係のない人物を起用することもあり、大物タレントを出演させたりプロ漫画家の描いたイラストを使用するなどして「トリビア」を紹介する無駄な豪華さも見どころとする。
一見不可能に見えることも再現したり、実験したりしてみせるのが特徴。以下はその例である。
- No.008「ドライブスルーは馬でも行ける」 : 実際にケンタッキー・フライド・チキンのドライブスルーへ、カウボーイの格好をした上で馬に乗って来店、フライドチキンを購入する。
- No.311「古代オリンピックの選手は全員全裸で競技していた」 : 複数人の男性が全裸で100m走、砲丸投げ、走り幅跳びを行う。
- No.384「鳥取県境港市の住民票は透かすと「ゲゲゲの鬼太郎」が浮かび上がる」 : 境港市の住民票を取得するために、スタッフ1名が境港市に引っ越す。
- No.442「将棋には804枚の駒を使うものがある」 : 実際に伊藤博文プロ（当時六段）と安用寺孝功（当時四段）プロが古文書を基に忠実に再現した大局将棋を使って対戦した。時間は32時間41分（3日間）、3805手で安用寺孝功プロが勝利した。また撮影中、世界初の大局将棋の対局と言うことで、将棋の専門誌「週間将棋」のスタッフが取材に訪れ、2004年5月19日発行の「週間将棋」にこの対局についての記事が掲載された。
- No.538「日本の家庭で飼える最大のペットはキリン」 : 一軒家でキリンを飼い、餌やりや散歩を行う。

洋画の一瞬の映像を使う際にスロー再生や一時停止が許可されなかったため、「大人の事情により映像を一時停止することが出来ないのでお手数ですが目を凝らしてご覧ください」とし画面上のどの辺りかを説明して繰り返し再生したり、「ゴールデンタイム番組にふさわしくない映像（例:放送許諾の得られなかった他局の映像や、暴力的な内容など）」を使う際にモザイクをかけたりといったVTRも放送した。
「トリビア」の内容によっては稀に確認VTRが無いこともある（単なる言葉遊びなど）。
確認VTRに入る前、1回目の品評時にパネラーがVTRの核心に触れる事柄を発言することは禁止されている。

#### 補足トリビア
確認VTRに含まれない補足情報や関連事項などを八嶋が説明する。確認VTRに大物タレントやプロ漫画家などを起用した際にはその人物も紹介し、時には宣伝も行う。
最後に高橋がその「トリビア」から思いついた一言を言い、「トリビア」紹介を締める（主に自身の頭髪や過去にまつわる自虐的な内容や下ネタ、八嶋への皮肉など）。この一言は番組内容を収録した『トリビアの泉 へぇの本』で「高橋語録」と称している（ただし、実際に番組内で高橋が言った言葉と『へぇの本』の「高橋語録」が必ずしも一致している訳ではない）。稀にパネラーとのトークや「補足トリビア」で締めて高橋の一言が無い事もあった。本題よりもこの「補足トリビア」で得点が入ることも多々ある。

#### 品評
紹介された「トリビア」に対し、「品評会会長」のタモリを含む5人のパネリストからなる「トリビア品評会」が「トリビア」の驚き、意外性、また「確認VTR」の面白さなどを感銘度とし「へぇボタン」と称する丸形の青いボタンを押して評価する。このボタンを押すと「へぇ」という女性の声が流れる（この声の主は、初回の収録に参加していた女性カメラアシスタントである）。「へぇボタン」は設置された透明ケースから取り外すことができる。なお、品評会会長席の「へぇボタン」は、他のパネリスト席のものとは形状が異なる。
パネリストは感銘度を「へぇ」という単位に換算し、「へぇボタン」を1回押すごとに「1へぇ」ずつ得点をつけることができる。しかし、実際にはいつでも押すことができるため「トリビア」にほとんど関係の無いトークの場面で押される場合も多々ある。1人につき「20へぇ」が与えられ、その合計値で「トリビア」の優劣をつける。「20へぇ」の評価で「満へぇ」となり、5人全員が「満へぇ」、つまり合計「100へぇ」で満点となる。基本的には「確認VTR」を見ている最中に「へぇボタン」を押す事はできない。「満へぇ」になっても「へぇボタン」を押すことはできるが（「へぇ」の音声は無く色が発光するのみ）、21へぇ以上は得点として加算されない。
ゴールデンタイム移行後は初回のみ紹介された全てのトリビアに、2回目以降は合計「80へぇ」以上の評価が出た場合、品評会会長から「粗品」が授与される。
これまでに「100へぇ」が出たことはなく、ゴールデン移行後は「品評会会長」であるタモリの厳しい評価のため高得点が出にくい傾向にあった。スペシャル版はパネリストが10人に増え（「満へぇ」は合計「200へぇ」になり、最大賞金は20万円）、「150へぇ」以上の評価で粗品がもらえる（『土曜プレミアム』の放送においては、「160へぇ」以上で粗品）。
品評会員ごとの「へぇ」の得点、および合計値はそれぞれスタジオの電光掲示板に表示される。品評員席の表示は通常は白、「満へぇ」になると赤になる。合計値の表示は深夜番組時代は白のみだったが、ゴールデン移行直後は値が増えるにつれて紫→青→水色→緑→黄色→オレンジ→赤（100へぇ）と変わっていく方式に。後に色の変化は不規則になる。「100へぇ」を達成すると電光掲示板の下にある噴水口から100円玉が100枚出るという仕掛けがある。2006年1月18日放送分より誰か1人でも「満へぇ」が出るとパネラー席後方のランプが不規則に点滅するようになった。

### トリビアの種
ゴールデン初回の2003年7月2日放送分から開始。視聴者から「調べてみることでトリビアになりそうな日常の疑問」を公募し、「世間ではバカバカしくてやっていないような素朴な疑問」を調査・実験など実際やったらどうなるかを番組スタッフが検証し、明らかにする。その検証VTRに対して意外性、内容の充実度、検証の労力などを感銘度とし、品評会会長のタモリが評価をする。
感銘度はタモリが独断と偏見で「何分咲きの花になったか」を「一分咲き」から「九分咲き」および「満開」の10段階で表し、「満開」へ近づくほど感銘度が高いことを示す。2004年2月18日放送分までは「一分咲き」・「三分咲き」・「五分咲き」・「八分咲き」・「満開」の5段階評価だったが、タモリが「八分咲き」を連発したことで本人の意向により同年2月25日放送分からは「二分咲き」・「四分咲き」・「六分咲き」・「七分咲き」・「九分咲き」が加わり10段階に変更された。タモリが手元のレバーを引くと、スタジオ後ろに控える多数のエキストラがそれぞれ手に掲げたパネルを裏返し、「○分咲き」および「満開」の花が描かれたイラストを作る。「満開」が出た時はさらにパネルが裏返り、「やったね!」の文字が現れる。パネルの動きが遅かったり向きが間違っていたりすると、八嶋による指摘を受けることがある。大抵の評価は「八分咲き」以上で、「七分咲き」以下の評価は稀にでる程度だった。なお「『へぇ』の本」では、「10段階になってから満開が出にくくなった」と記述されている。
VTRの最後には、日の出の映像を背景にナレーションが必ず「こうしてこの世界にまた一つ新たなトリビアが生まれた」と言う。その後、調査結果を基に種から生まれたトリビアのタイトルを読み上げる。
当初は10分程度のコーナーだったが次第に15〜20分と放送時間が長くなり、ときには2本立て・3本立てで放送されることもあり、番組のメインであるトリビアの紹介よりも放送時間が長くなることがある。ゴールデン後期や単発特番の際の番組表の文章も、種の予告の分量が多いことがあった。
当初は主に番組後半に行われていたが、たまに番組前半で行われることもあった。また、2005年1月19日から「ガセビアの沼」が番組後半で行われるようになってからは、番組前半で行われていた。稀に、番組の最初に行われることもある。
また種を読み上げて紹介する際、○○（検証により判明する、語句や数値などが入るホニャララ部分）を八嶋が「アーッ！」「アーイ！」「ンッ」などの意味のない言葉で叫び、スタッフの笑いが入るのが恒例だった。
そして、実験によっては万全の安全対策で行わなければならないものや実際に真似できてしまう危険な実験も少なくないため、八嶋がコーナーの最後に「皆さんは、絶対に真似しないで下さい」と注意をする事が多かった。その際にはタモリや高橋から「真似できない」「しようと思う人はいない」とツッこまれることが多い。
1回分の放送では、レギュラー時代は原則1本（稀に2本）紹介され、不定期時代は5〜7本紹介されていた。
「トリビアの種」はシリーズ化する傾向が多く見られ、ベン・ジョンソンやジェファーソン・ペレスが検証に参加する「スポーツシリーズ」、等身大ペッタン人形を高層タワーから落とし、タワーから離れる前までの距離を測る「ペッタン人形シリーズ」、日本刀がピストルなどと勝負をする「対決シリーズ」、カップラーメンや菓子、ご飯のおかずなどをプロの料理人やタレントに食してもらう「食べ物シリーズ」、雑種の犬が血統種（特別な訓練された犬）の犬と同じことができるかを検証する「雑種犬シリーズ」などがある。

### ガセビアの沼
「トリビアの泉」に投稿された情報のうち、全くの嘘やガセネタであったものを「ガセビア」として紹介する。誤解している人が多く相当数存在するいつの間にか当たり前となった知識・急に広まった都市伝説の類を主に取り扱い、間違いを正す。タモリ、高橋、八嶋のトークを交え、通常の「トリビアの泉」と同様のVTRを使ってガセネタであることを示し、目の前の沼にハガキを沈め、永久に封印する。「トリビアの泉」「トリビアの種」とは対照的なコーナーでもある。放送期間は2005年1月19日から、当番組（レギュラー放送）最終回の2006年9月27日まで。
元々は1月1日放送分『あけましてムダ知識スペシャル』から開始予定だったが、約2週間後の1月19日に延期される。当初は毎週放送されていたが、2006年に入ってからは休止されることがほとんどで、一時はコーナー自然消滅とも言われた（2006年8月9日放送分から復活）。
最初は通常の「トリビアの泉」と同様に投稿者名を公表していたが、第2回目以降は投稿者名部分にモザイクをかけ、下段に「ガセビア投稿者の気持ちを考慮し 氏名は伏せさせていただきます」と注釈を入れている（「へぇの本」掲載時は第1回の投稿者名も「三重県・××さん」と伏せられた）。
このコーナーでは、「トリビアの泉」「トリビアの種」とは対照的に、画面左上には紫字の明朝体で「明日使えないウソ知識に注意」とテロップが表記されている。
当コーナーは番組後半もしくは番組終盤で行われていた。
1回の放送で、1本紹介されていた。

### おさらいトリビア
番組の最後（エンディング/ 当番組のスタッフエンドロール部分）に、各放送回に紹介した「トリビア」の概要を得点の低いものから順に放送する。また、確認VTRに登場した声優やナレーターがナレーションを務め、「トリビア」の内容を読み上げるといった「お遊び」の要素も。ゴールデン移行当初から放送し、2004年以降は不定期での放送となる。
BGMは通常 フレッド・ジョリオの『Romance』だが、一時期DJ Gert & M. Woodsの『Once Upon A Time In The West (DJ Gert vs DJ Conka Opera Mix)』が使用されていたこともあるほか、『まんが水戸黄門』のオープニング曲『ザ・チャンバラ』、『子連れ狼』（3番のみ）、反町隆史の『POISON』など、紹介したトリビアにちなんだ曲に変更されることもある。2005年頃は『ニャホニャホタマクロー（かつて『みんなのうた』(NHK) で放送された『ラジャ・マハラジャー』の替え歌）』がほぼ毎週使われていた。
2006年7月5日と7月26日にはClassの『夏の日の1993』がBGMにフルコーラス使われたが、放送回のおさらいトリビアの後、長いのでスタッフロールの上に前回のおさらいトリビアも流れた。その際はClassの2人が砂浜で歌い、小窓でおさらいトリビアが流れた。
予告トリビア
おさらいトリビアの後、次週放送されるトリビアの中から選ばれた一つを途中まで読み上げる。その後すぐ、提供表示に移り、そのサイドテロップではそのトリビアに関係する一言が書かれている。

### はぁ〜のコーナー
「トリビアの泉」に投稿された情報のうち、「へぇ」とすら言えない通常の「トリビアの泉」で扱うに至らないものをピックアップして紹介する。タイトルの「はぁ〜」はため息を表す。深夜番組時代に番組の最後にほぼ毎回行われていた。「一番むかつく「はぁ〜」は……」と言うトリビアも放送されたことがある。
主に投稿者の個人的なこと、検証が不可能なもの、バラエティ番組のネタとして適切でないものなど「こんなことをわざわざ送ってこなくっても……」と感じ取れるものを紹介した。
流れとして、タイトルコール後に高橋と八嶋が「はぁ〜」な投稿内容が書かれたハガキもしくはメールを見て「はぁ〜」とため息をつき、それをテーブルに置いて内容に文句を言いながらスタジオを去り、最後にその文面をカメラで映してどんな内容だったかが分かる。

### 影のナレーション
2006年3月15日放送分より、メインのナレーションとは別に副音声付放送で並行して別の声優やタレントがナレーションを担当する『トリビアの影のナレーション（影ナレ）』が行われた。地上デジタル放送ではモノステレオ放送で実施されていた。
“影ナレ”はメインのナレーションをベースに、その担当者が過去に演じた有名なキャラクターなどを暗示させる演技や語尾などのアレンジを加える。完全に副音声のみではなく、そのキャラクターの関連BGMと共にシルエット（実在する人物についてはシルエットではない）を出す紹介コーナーが番組中に何度か挿入される。また、番組中に別の“影ナレ”と交代する場合があり、その際はキャラクター同士で何かしらのやり取りをする。
エンドロールには「影のナレーション：???」としかクレジットされず、キャラクター名や著作権者の明記や（C）のマークの表記はない。しかし、「トリビアの種」内では影ナレを担当した声優本人および実名が出たことがあった。
地上アナログ放送の音声多重放送やデジタルチューナーが二重音声に対応していないといった受信環境や、一部のネット局設備で副音声に対応していないといった送信側の事情がある場合、紹介コーナー以外聞くことができない。北海道文化放送では札幌地区以外は番組が放送終了するまでは音声多重放送を実施していなかった。また、テレビ山口では当初“影ナレ”に対応していなかったが、2006年4月放送分から対応した。特番時代からは不定期で音声多重放送に対応する形になった。

### レインボ・一発、あのトリビアは今
2005年11月16日、同局の報道番組『FNNレインボー発』をもじった「レインボ・一発」（れいんぼ・いっぱつ）を放送した。
過去の「トリビアの泉」で紹介されたトリビアのその後の展開を紹介するコーナー。

### Stardust Memory 〜言葉では伝えきれない映像〜
正式コーナータイトル名は「高橋克実のスペシャルコーナー Stardust Memory 〜言葉では伝えきれない映像〜」。
トリビアプレゼンター（司会）である高橋克実の持ち込み企画であり『土曜プレミアム』枠のスペシャル放送から登場。高橋が日常であまり見ることのない「言葉にできない」映像、また誰かに伝えたいけれども、上手く伝えられない「トリビア」を小田和正の「言葉にできない」に合わせて紹介（ことわざ「ヘビににらまれたカエル」を実際に行う、ガチャピンがアルバイトや地味な仕事をするなど）。コーナーの背景は銀河系をモチーフとしたCGをブルーバックで合成している。VTR後は高橋がブラックホールに吸い込まれ、タモリと八嶋は呆れながら去って行く。VTRのナレーションは通常ナレーションを行う中江ではなく、田中秀幸が担当している。
行われたのは2007年1月27日・5月12日のスペシャルのみ。

### 小さい“へぇ”見つけた
2007年11月28日の特別番組時に放送。
コーナー名の元ネタは唱歌「ちいさい秋みつけた」。少しなら、確実に「へぇ」と言える小さな雑学を紹介するコーナー。「トリビア」紹介は通常形式だが小さい「へぇ」であるので、品評は品評会会長のタモリだけが行い、「へぇ」数はボタンに付いた小さなパネルで表示された。

### お年玉トリビア
2012年1月1日の特別番組時に放送。テレビで見せる程の「トリビア」では無いため、一部だけを紹介し、後は当番組専用ホームページにて24時間限定で紹介された。

### 禁断のトリビア
番組放送開始10周年目でテレビで言えなかった「禁断のトリビア」を2012年1月1日の特別番組時の放送内にて分けて紹介。全てのキーワードをつなげると「禁断のトリビア」が完成する仕組みとなっていたが、番組内では最後まで放送されず、最後の部分は当番組専用ホームページにて24時間限定で紹介された。

## 投稿者特典
投稿採用者には獲得した「へぇ」の数に応じた賞金が贈られる。通常は1へぇにつき100円（例として70へぇの場合、賞金は70へぇ×100円=7,000円）で、「満へぇ」（100へぇ）の場合は10万円となる。ただし、今までの最高は「99へぇ」で、「満へぇ」の出た「トリビア」は放送終了まで1つもなかった（10人の時は「198へぇ」）。ちなみに今までの最低は「12へぇ」である（ただし、「小さい"へぇ"見つけた」のコーナーを除く）。深夜時代のある「トリビア」で「99へぇ」まで行った時、最後の「1へぇ」を残したパネラーが「そこ（司会者が読んでいる紙）にない情報を教えてくれたら押す」などと言い結局押さなかったことがある。スペシャル放送（一部を除く）および『土曜プレミアム』枠での放送では審査員が10人に増やされ、最高は200へぇとなり、賞金は20万円である。
金の脳
各放送回で最も多くの「へぇ」を獲得したトリビア（今週のベストオブトリビア）には脳をかたどった金色の「金の脳」が贈られる。脳の部分が開閉できるようになっており、その中にメロンパンを収納できるメロンパン入れにもなっている。メロンパンである理由は単に「脳みそがメロンパンにも見える」からというだけのもので、深い意味はない（八嶋談）。2005年に「金の脳2005年モデル」にリニューアルされ、開き方が観音開きタイプからガルウィングドア（ランボドアともいう）タイプになった(開く際に効果音がなる仕組みになっている)。2006年には「金の脳2006年モデル」にリニューアルされ、台座にアナログ時計が付いたものになる。2007年には金の脳の蓋がついた茶碗になった（白子入れになっている）。2010年2月放送の特番では再び2006年モデルに戻された。2012年1月放送の特番では2006年モデルの時計の横に10周年を意味する｢10th｣の文字が飾られている。ただし、「おさらいトリビア」内の「本日の金の脳」紹介時にテロップの背景に映される「金の脳」は、初代タイプのまま。
例外として、最も高いへぇを獲得したトリビアであるにもかかわらず金の脳ではなく銀の脳が贈られたことがある。
銀の脳
高橋が個人的に最も気に入ったトリビア（マイフェイバリットトリビア、通称MFT）には脳をかたどった銀色のオブジェ「銀の脳」が贈られる。サイズは「金の脳」よりも小さい。高橋が個人の独断で選んだ「トリビア」に採用されるため、「銀の脳」とはいうものの、2番目に「へぇ」を多く獲得した「トリビア」が選ばれるとは限らない（放送回で一番低いへぇだった「トリビア」が選ばれたこともある）。5個集めると金の脳と交換できるという、チョコボールのおもちゃの缶詰プレゼントに似たシステムになっている。2005年に「銀の脳2005年モデル」にリニューアルされ、ネックストラップがついたものになる。ストラップにはフジテレビのコールサイン「JOCX」の文字が書かれており、本来はフジテレビ関係者が使用する入構証ケースに付属して配布されるもの。また、2006年には「銀の脳2006年モデル」にリニューアルされ、台座にアナログ時計が付いたものになる。2007年には銀の脳の指輪（シルバーアクセサリー）になった(2010年以降は前モデルに戻されている)。
粗品
80へぇ以上を獲得したトリビアにはタモリが選ぶ「粗品」が贈られる。「トリビア」にちなんだものやその「トリビア」から思いついた駄洒落から選ばれる。ゴールデン移行と同時に導入され、初回では全ての「トリビア」に対して贈られていたが、2回目からは80へぇ以上で贈られるようになった。粗品は比較的安価なものが多く見受けられるが、カーナビやフカヒレ、自転車、万年筆といった豪華な粗品が贈られたこともある。
トリビアの種採用者
純金製の小さな「金の種」が送られる。換金はできない。

## ネット局と放送時間

### 月深時代
| 放送対象地域 | 放送局                | 系列           | 放送曜日・時間                                                                    | 備考                                                   |
| ------------ | --------------------- | -------------- | --------------------------------------------------------------------------------- | ------------------------------------------------------ |
| 関東広域圏   | フジテレビ（CX）      | フジテレビ系列 | 火曜日 1:40 - 2:10 （月曜深夜）                                                   | 制作局                                                 |
| 北海道       | 北海道文化放送（UHB） | フジテレビ系列 | 土曜日 13:30 - 14:00                                                              |                                                        |
| 広島県       | テレビ新広島（TSS）   | フジテレビ系列 | 月曜日 15:30 - 16:00                                                              |                                                        |
| 新潟県       | 新潟総合テレビ（NST） | フジテレビ系列 | 火曜日 1:40 - 2:10 （月曜深夜） （2002年12月まで） ↓ 遅れネット （2003年1月以降） | 2002年12月までは同時ネット。 2003年1月から遅れネット。 |
| 近畿広域圏   | 関西テレビ（KTV）     | フジテレビ系列 | [ 注 12 ]                                                                         |                                                        |

#### 補足
- 1 2002年10月7日 - 2003年3月17日 毎週月曜日 25:40 - 26:10（JST）放送。
- 2 フジテレビでの視聴率が高かったことから、初めは放送を検討していなかった関西テレビなどでも遅れて放送されるようになった。
- 3 以上、フジテレビおよび遅れが6カ月以内（フジで放送があった期間内）の局のみ記載（単発放送局を除く）。
- 4 2003年1月4日 15:15 - には初のスペシャルを放送した。このスペシャルは高知さんさんテレビおよび当時ネットしていなかった長野放送で放送され、当時ネットしていた各局でも遅れて放送された。
- 5 また、当番組が後にゴールデンに進出し人気が上昇していくのを見て、テレビ静岡でもゴールデンの放送と並んで深夜に過去の深夜放送分を放送していた時期がある。
- 6 これ以外にも一時期フジテレビのチャンネルα枠にて月深時代の『トリビアの泉 〜素晴らしきムダ知識〜』を再放送していた。

### ゴールデンタイム・全国ネット時代
| 放送対象地域  | 放送局                      | 系列                                         | 放送曜日・時間       | 備考       |
| ------------- | --------------------------- | -------------------------------------------- | -------------------- | ---------- |
| 関東広域圏    | フジテレビ（CX） （制作局） | フジテレビ系列                               | 水曜日 21:00 - 21:54 | 同時ネット |
| 北海道        | 北海道文化放送（UHB）       | フジテレビ系列                               | 水曜日 21:00 - 21:54 | 同時ネット |
| 岩手県        | 岩手めんこいテレビ（MIT）   | フジテレビ系列                               | 水曜日 21:00 - 21:54 | 同時ネット |
| 宮城県        | 仙台放送（OX）              | フジテレビ系列                               | 水曜日 21:00 - 21:54 | 同時ネット |
| 秋田県        | 秋田テレビ（AKT）           | フジテレビ系列                               | 水曜日 21:00 - 21:54 | 同時ネット |
| 山形県        | さくらんぼテレビ（SAY）     | フジテレビ系列                               | 水曜日 21:00 - 21:54 | 同時ネット |
| 福島県        | 福島テレビ（FTV）           | フジテレビ系列                               | 水曜日 21:00 - 21:54 | 同時ネット |
| 新潟県        | 新潟総合テレビ（NST）       | フジテレビ系列                               | 水曜日 21:00 - 21:54 | 同時ネット |
| 長野県        | 長野放送（NBS）             | フジテレビ系列                               | 水曜日 21:00 - 21:54 | 同時ネット |
| 静岡県        | テレビ静岡（SUT）           | フジテレビ系列                               | 水曜日 21:00 - 21:54 | 同時ネット |
| 富山県        | 富山テレビ（BBT）           | フジテレビ系列                               | 水曜日 21:00 - 21:54 | 同時ネット |
| 石川県        | 石川テレビ（ITC）           | フジテレビ系列                               | 水曜日 21:00 - 21:54 | 同時ネット |
| 福井県        | 福井テレビ（FTB）           | フジテレビ系列                               | 水曜日 21:00 - 21:54 | 同時ネット |
| 中京広域圏    | 東海テレビ（THK）           | フジテレビ系列                               | 水曜日 21:00 - 21:54 | 同時ネット |
| 近畿広域圏    | 関西テレビ（KTV）           | フジテレビ系列                               | 水曜日 21:00 - 21:54 | 同時ネット |
| 鳥取県 島根県 | 山陰中央テレビ（TSK）       | フジテレビ系列                               | 水曜日 21:00 - 21:54 | 同時ネット |
| 岡山県 香川県 | 岡山放送（OHK）             | フジテレビ系列                               | 水曜日 21:00 - 21:54 | 同時ネット |
| 広島県        | テレビ新広島（TSS）         | フジテレビ系列                               | 水曜日 21:00 - 21:54 | 同時ネット |
| 愛媛県        | テレビ愛媛（EBC）           | フジテレビ系列                               | 水曜日 21:00 - 21:54 | 同時ネット |
| 高知県        | 高知さんさんテレビ（KSS）   | フジテレビ系列                               | 水曜日 21:00 - 21:54 | 同時ネット |
| 福岡県        | テレビ西日本（TNC）         | フジテレビ系列                               | 水曜日 21:00 - 21:54 | 同時ネット |
| 佐賀県        | サガテレビ（STS）           | フジテレビ系列                               | 水曜日 21:00 - 21:54 | 同時ネット |
| 長崎県        | テレビ長崎（KTN）           | フジテレビ系列                               | 水曜日 21:00 - 21:54 | 同時ネット |
| 熊本県        | テレビ熊本（TKU）           | フジテレビ系列                               | 水曜日 21:00 - 21:54 | 同時ネット |
| 宮崎県        | テレビ宮崎（UMK）           | フジテレビ系列 日本テレビ系列 テレビ朝日系列 | 水曜日 21:00 - 21:54 | 同時ネット |
| 鹿児島県      | 鹿児島テレビ（KTS）         | フジテレビ系列                               | 水曜日 21:00 - 21:54 | 同時ネット |
| 沖縄県        | 沖縄テレビ（OTV）           | フジテレビ系列                               | 水曜日 21:00 - 21:54 | 同時ネット |
| 大分県        | テレビ大分（TOS）           | 日本テレビ系列 フジテレビ系列                |                      | 時差ネット |
| 青森県        | 青森放送（RAB）             | 日本テレビ系列                               |                      | 時差ネット |
| 山梨県        | 山梨放送（YBS）             | 日本テレビ系列                               |                      | 時差ネット |
| 徳島県        | 四国放送（JRT）             | 日本テレビ系列                               |                      | 時差ネット |
| 山口県        | テレビ山口（tys）           | TBS系列                                      |                      | 時差ネット |

#### 補足
- 1 2003年7月2日 - 2006年9月27日 毎週水曜日 21:00 - 21:54（JST）放送。
- 2 テレビ大分を除くFNS系列全局で同時ネットされた。
- 3 大分県では番組開始当初から2005年3月まで、フジテレビ系列（ただし日本テレビ系列とのクロスネットである）のテレビ大分ではなくTBS系列の大分放送で放送されていた[注 14]。ただし、2004年・2005年の元日特別放送回については、テレビ大分で同時ネット放送している（この特別番組がテレビ大分のフジテレビ同時ネット時間帯で組まれた関係）。その後、2005年3月26日を以って大分放送は本番組の放送を終了、同年4月からは本来の系列局であるテレビ大分で遅れて放送していた。
- 4 宮崎県ではゴールデンタイム移行後、フジテレビ系列のテレビ宮崎でクロスネット局では唯一、他のフジ系列局と同時刻に放送している。これは水曜21時枠で「トリビアの泉」を放送する以前の水曜劇場を放送していた頃からの流れ。また、レギュラー放送が終了して、特番でも土曜プレミアム枠で同時ネットした。なお、第3回目の放送では、本来の放送日である水曜日にあたったため、この場合も同時ネットした。
- 5 山口県では、以前に数回山口放送で放送されていた事がある。

#### 上記系列外局でスペシャルを放送した系列局
- 青森放送（日本テレビ系列）
FNSで2007年1月27日放送分が7週遅れの3月17日に、同年5月12日放送分は5週遅れの6月16日に放送された。さらに11月28日放送分が約3カ月半遅れの2008年3月15日14時から放送された。また、2009年7月18日の映画『アマルフィ 女神の報酬』の公開記念特別編は、2週遅れの8月1日16時から放送された。

### スペシャル放送日（拡大版）

#### レギュラー放送時代
放送日時は日本標準時（JST）。
レギュラー放送時代には、毎年正月にスペシャルが放送されていた。
| 放送回               | 放送日                   | 放送時間               | 備考                                                            | 視聴率   |
| 深夜時代             | 深夜時代                 | 深夜時代               | 深夜時代                                                        | 深夜時代 |
| -------------------- | ------------------------ | ---------------------- | --------------------------------------------------------------- | -------- |
| 1                    | 2003年1月4日 （土曜日）  | 15:15 - 16:15（60分）  | - 当番組初の土曜日の放送。 - 当番組初の昼の時間帯に放送。       | 13.3%    |
| ゴールデンタイム時代 |                          |                        |                                                                 |          |
| 2                    | 2003年7月2日 （水曜日）  | 21:30 - 22:39（69分）  | - ゴールデンタイム時代の初回放送。 - 通常枠より30分遅れで放送。 | 20.5%    |
| 3                    | 2003年9月24日 （水曜日） | 21:00 - 22:15（75分）  |                                                                 | 26.1%    |
| 4                    | 2004年1月1日 （木曜日）  | 21:15 - 22:45（90分）  | - 当番組初の木曜日の放送。                                      | 20.7%    |
| 5                    | 2005年1月1日 （土曜日）  | 21:15 - 22:30（75分）  |                                                                 | 19.8%    |
| 6                    | 2006年1月11日 （水曜日） | 19:00 - 22:48（228分） | - 当番組過去最長の放送時間。                                    | 17.0%    |
| 7                    | 2006年9月27日 （水曜日） | 21:00 - 23:18（138分） | - レギュラー放送の最終回。                                      | 12.0%    |

#### 不定期放送時代（復活スペシャル）
放送日時は日本標準時（JST）。番組タイトル名はそれぞれ、『踊る大捜査線』、『ジョジョの奇妙な冒険』のディオ・ブランドーのセリフ、『世界で一番君が好き!』、『家政婦のミタ』の三田灯のセリフが元ネタ。
| 放送回 | 番組タイトル                                                                   | 放送日                    | 放送時間               | 備考 | 視聴率 |
| ------ | ------------------------------------------------------------------------------ | ------------------------- | ---------------------- | --- | ------ |
| 1      | トリビアの泉 復活SP 踊る大へぇへぇ祭り                                         | 2007年1月27日 （土曜日）  | 21:00 - 22:54（114分） | - レギュラー放送終了以来の約4ヶ月ぶりの放送。 | 17.7%  |
| 2      | トリビアの泉 〜無駄無駄無駄無駄ァ! ムダ知識大放出SP〜                          | 2007年5月12日 （土曜日）  | 21:00 - 23:10（130分） | - 約4ヶ月ぶりの放送。 | 15.4%  |
| 3      | トリビアの泉 世界で一番“へぇ”が好きSP                                          | 2007年11月28日 （水曜日） | 21:00 - 22:48（108分） | - 約半年ぶりの放送。 | 17.1%  |
| 4      | トリビアの泉 へぇへぇの種で大満開 久しぶりにやったらギネスまでとっちゃったよSP | 2010年2月27日 （土曜日）  | 21:00 - 23:10（130分） | - 約2年3ヶ月ぶりの放送。 | 20.1%  |
| 5      | トリビアの泉 10周年「へぇ」祭りは ベストオブベストで! 承知しましたSP           | 2011年12月21日 （水曜日） | 21:00 - 23:13（133分） | - 約1年10ヶ月ぶりの放送。 - 2012年の『トリビアの泉』生誕10周年を前に深夜時代も含めた総集編。 - 毎回、『トリビア』の合間に八嶋と高橋のショートドラマがあった。 | 8.0%   |
| 6      | トリビアの泉 祝10周年! あけましてムダ知識SP                                    | 2012年1月1日 （日曜日）   | 21:00 - 23:30（150分） | - 番組生誕10周年記念のスペシャルで新作を放送。 - スペシャルでは放送時間が最長の放送。 - 当番組初の日曜日の放送。 - 元日放送は2005年以来の7年ぶり。            | 10.3%  |

### ミニスペシャル
放送日時は日本標準時（JST）。2012年1月1日 21:00 - 23:30（JST）（番組生誕10周年）の『トリビアの泉 10周年! あけましてムダ知識SP』の放送前に4夜連続で「深夜にニヤっとできるトリビア」を各10分間放送した。
| 放送回 | 番組名                                   | 放送日         | 放送時間    |
| ------ | ---------------------------------------- | -------------- | ----------- |
| 1      | もう5日寝るとお正月&トリビアの泉10周年SP | 2011年12月28日 | 0:45 - 0:55 |
| 2      | もう4日寝るとお正月&トリビアの泉10周年SP | 2011年12月29日 | 0:10 - 0:20 |
| 3      | もう3日寝るとお正月&トリビアの泉10周年SP | 2011年12月30日 | 0:40 - 0:50 |
| 4      | もう2日寝るとお正月&トリビアの泉10周年SP | 2011年12月31日 | 0:10 - 0:20 |

## 視聴率
深夜時代から高視聴率を獲得し続けた結果、2003年7月2日に水曜日21時台のゴールデンタイムに昇格。ゴールデンタイムの第1回の放送で20.5%の高視聴率を記録する好スタートを切った。その後も25%前後の高視聴率を獲得し続けて、時間帯のトップに躍り出た。
番組自体も社会現象になるほどのブームとなり、2004年に突入しても衰えることなく視聴率ランキングの常連に入っていたが、2005年になってしばらくした頃から視聴率は徐々に下がっていった。それでも2006年9月時点で平均2桁は維持していたもののレギュラー番組でやっていく上での改善が困難となりレギュラー放送を終了、その後は不定期の特番として放送されている。ゴールデンタイムでのレギュラー放送の平均視聴率17.8%は2003年以降に放送を開始したバラエティ番組では1位であり、2001年以降に放送を開始したバラエティ番組のレギュラー放送で最高視聴率が25%を超えたのはこの番組と『行列のできる法律相談所』（日本テレビ系列）のみである。
以下のデータはいずれもビデオリサーチ調べ。

### ゴールデンタイム
- 初回視聴率：20.5%（2003年7月2日放送）
- 最高視聴率：27.7%（2003年8月20日放送）
- 最低視聴率：10.1%（2006年8月9日放送）
  - 特別編を含むと2006年8月2日放送の6.4%が最低視聴率
- 最終回視聴率：12.0%（2006年9月27日放送）
- 平均視聴率：17.8%
  - 2003年：23.5%
  - 2004年：19.6%
  - 2005年：15.7%
  - 2006年：14.0%

### 特別放送枠
- 2007年1月27日放送回 視聴率：17.7%
- 2007年5月12日放送回 視聴率：15.4%
- 2007年11月28日放送回 視聴率:17.1%
- 2010年2月27日放送回 視聴率:20.1%
- 2011年12月21日放送回 視聴率:8.0%
- 2012年1月1日放送回 視聴率:10.3%

## パロディ番組・企画
人気番組だったため、本番組を様々な放送番組がパロディにしたことがあった。
- 『FNS27時間テレビ めちゃ2オキてるッ! 楽しくなければテレビじゃないじゃ〜ん!!』（フジテレビ系列）
  - 番組内で行われた「FNS全国一斉期末テスト」の各局代表者発表において、本番組のへぇボタンのシステムが使われた。この27時間テレビで使われたボタンは押すと「べぇ」と鳴るため、通称は「べぇボタン」。これはこのコーナーに出演していた笑福亭鶴瓶に因んでいる。
  - 2局ずつ代表者を発表していき、その代表者についてのムダ知識を発表する。その2局のうち、べぇの数が多い局のテストの点数にそのべぇの数が点数として加算される。
- 『FNS ALLSTARS あっつい25時間テレビ やっぱ楽しくなければテレビじゃないもん!』（フジテレビ系列）
  - 『FNSの日』内で放送された「テレビヤの種」、「トリビアの温泉」（2005年7月23日 - 24日放送）。どちらも、この年の『FNSの日』の通しコーナーとして行われた。なお、どちらのコーナーも本番組の司会の高橋と八嶋も出演していた。
  - 「テレビヤの種」はフジテレビスタッフの様々な企画を実現するコーナー。「トリビアの種」同様、タモリが5段階で評価し、「〜分咲き」および「満開」は通常の花に代わってフジテレビのマークで表された。大半の出演はタモリと八嶋だけで、高橋はコーナーの最後にのみ出演した。
  - 「トリビアの温泉」はFNS全28局がそれぞれの地方の話題を「あっついご当地トリビア」として紹介するコーナー。感銘度を表す単位は「へぇ」に代わり「あっつい」が使われ、ボタン（ボタンは丸形のピンク色）を押した際の声も「あっつい」に。この声とVTRのナレーションは藤岡弘、が担当。司会は西山喜久恵（フジテレビアナウンサー）と八嶋の2人で、高橋は23日のみ出演。品評会は「トリビアの泉」では見られない豪華出演者10名で構成された。（実質）品評会会長として島田紳助が特別参加した。「トリビアの温泉」では視聴者投票も実施する等とこの年のFNS局対抗戦の名に相応しい激闘が展開された。
    - なお、本番組では満へぇは一切出なかったが、当パロディでは満あっつい（200あっつい）を獲得したネタが登場した。
- 『ズームイン!!サタデー』（日本テレビ系列）
  - 「サタビアの温泉」ボタンを押すと「ふぅ〜」
- 『ハロー!モーニング。』 （テレビ東京）
  - 「トリビアの河童」コント「ミニモニ河童の花道」より。ボタンを押すと「河童」と声が出る。
- 『ワンナイR&R』（フジテレビ系列）
  - 沖縄TV[注 16]「シュリビアの泉」 - ボタンを押すと「あげぇ（沖縄の方言で驚いたときに使われる言葉）」と声が出る。
  - ナレーションは当番組と同じ中江真司が担当した。
- 『リンカーン』（TBS系列）
  - 「どんだけぇ〜の泉」「どんだけぇ〜の雫」- 前者は番組メンバーの、後者は若手芸人の知られざる特技やエピソードを紹介する。ボタンを押すと「どんだけ〜」という声が出る。
  - 司会はダウンタウンがそれぞれ浜田雅功が八嶋智人、松本人志が高橋克実に扮した。
- 『HAMASHO』（日本テレビ系列）
  - 「トレビア〜ンの泉」
- 『ロンブー龍』(日本テレビ系列)
  - 「トレビアンの泉」
- 『とんねるずのみなさんのおかげでした』（フジテレビ系列）
  - 「ノリビアの泉」- ボタンを押すと「まじぃ」
  - とんねるずが司会者二人に扮するパロディコーナー。木梨憲武が八嶋智人似のキャラクター、石橋貴明が高橋克実似のキャラクターに、それぞれ扮していた。
- 『リチャードホール』（フジテレビ系列）
  - 「ゲスビアの泉」・「ゲスビアの種」 ともに本家で出演のビビる大木がリチャードホールレギュラー出演。
- 『めちゃ2イケてるッ!』 （フジテレビ系列）
  - 人気コーナーだった『単位上等!爆走数取団』
  - 「数取ビアの泉」2003年8月30日に八嶋がゲスト（兄貴）として登場。それに伴い数取団メンバー達のムダ知識として一人ずつ披露した。
- 『FNN踊る大選挙戦』（フジテレビ系列）（2003年11月9日、第43回衆議院議員総選挙）
  - 『FNN踊る大選挙戦』（2004年7月11日、第20回参議院議員通常選挙）、『FNNスーパー選挙王』（2007年7月29日、第21回参議院議員通常選挙） - 「選挙トリビア」
  - 国政選挙の開票日に組まれる選挙特別番組では息抜き企画としてCM前に放送している。
  - ナレーターは中江真司ではなく伊武雅刀。この企画は番組の性格上、ローカル開票速報に突然移ったりするので飛ばしになる局もある。そのため福島テレビでは2004年7月11日の第20回参議院議員通常選挙の開票特別番組『FNN踊る大選挙戦』で放送できなかった部分を再編集して翌日の「Lばんスーパーニュース」の一企画として放送。
  - 内容は議員の趣味や特技、政治のこぼれ話などが主体。
- 韓国のKBS第2テレビで放映されている『スポンジ』は、内容が全て「トリビアの泉」の盗作であるとの批判を受けた。
- 『伊集院光深夜の馬鹿力』（TBSラジオ）
  - 「ウソチクの泉」もっともらしいウソのトリビアを紹介するコーナー。
- 『タモリ倶楽部』（テレビ朝日系列）
  - 「エロビアの泉」ボタンを押すと「あへぇ〜」と声が出る。
  - 本家の品評会会長であるタモリが出演した異例のパロディである。
- 『熱闘甲子園』（朝日放送）
  - 「熱トリビアの泉」高校野球にまつわるトリビアが日替わりで放送された。
- 『アサデス。KBC』（九州朝日放送）
  - 「福岡トリビア」
- 『トリビアの泉 映画「アマルフィ 女神の報酬」で久しぶりに「へぇ」SP』
  - 映画『アマルフィ 女神の報酬』のPR番組として2009年夏にフジテレビで放送。映画ロケでのこぼれ話をもとに構成。司会は高橋と八嶋が担当したが、パネラーはビビる大木のみであったため最大は20へぇであった。
- 『SUPER SURPRISE』（日本テレビ系列）
  - 金曜日のコーナー「爆笑ルポルタージュー!」
  - 「へぇ」の代わりに「びっくりポイント」を採点、ボタンを押すと「びっくり」と言う。
- 『ヤッターマン（リメイク版）』（日本テレビ系列）
  - 第1話 - 第35話に、トリビアを紹介するコーナー「ドクちゃんの豆知識」があった。また、回によっては本家によく似たセットで、ドロンジョ・ボヤッキー・トンズラーが「へぇボタン」の代わりにボヤッキーの声が入った「ポチッとなボタン」を押して品評することがあった。
- 『田村ゆかりのいたずら黒うさぎ』（文化放送）
  - トリビアのゆかり。
- 『有吉AKB共和国』（TBS系列）
  - 番組内の「有吉AKBラジオ局」内で「トレビア〜ンな泉」が行われており、ボタンを押すと「ほぉ〜」と言う。
- 『エゾビアの泉』（北海道文化放送）
  - 同局の2003年秋改編特番として『えき☆スタLIVE＠noon』の放送枠で放送され、北海道にまつわるトリビアが紹介された。
  - 本家で出演のビビる大木がゲスト出演した。
- 『爆買い☆スター恩返し』(フジテレビ)
  - 3月25日放送分で、ロケゲストに本番組司会者の高橋克実が、出演しており、それをオマージュした企画『バクビアの泉』が放送された。本家同様、｢へぇボタン｣等が再現された。
  - 本家で出演していたビビる大木もゲストとして参加している。
- 『エモイナの泉』
  - アニメ『バンドリ!ガールズバンドパーティ! BanGDream! ガルパ☆ピコふぃーばー!』 4話にて、Afterglow（アフターグロウ）がエモい話しを紹介するコーナーではあるが、主に美竹蘭（声・佐倉綾音）の小ネタであった。 司会はタモリの格好をした青葉モカ（声・三澤紗千香）。
- 『かねビアの泉』
  - 『 有吉のお金発見 突撃!カネオくん』（NHK）2021年6月12日放送分で放送され、番組のキャラクターのカネオくん（声 ・ノブ（千鳥））。がさけるチーズの誕生秘話を話し、「ヘぇボタン」の代わりに出演者が「へぇ」を口で言うシステムだが、誰も言わなかった。
- 『バコビアの泉 ~素晴らしきエロ知識〜』
  - 『ケンコバのバコバコナイト』（サンテレビ）2021年8月28日 （27日深夜）放送分で放送され、レギュラー出演者のAV女優3人がエロにまつわる雑学（バコビア）を披露した。
- 「トリビアの湖」
  - 『佐藤健&千鳥ノブよ!この謎を解いてみろ!』（TBS系列）にて、佐藤健と千鳥のノブがメインを務める謎解きバラエティ特番。2022年8月8日放送の第4弾に行われた団体戦問題の1つとして登場。モニターに映った進行役の高橋（ずん・やす）に謎解き参加の芸能人達がトリビアを披露、それを審査員のタモリ（コージー冨田）がぼたんを押し「100ほぉ」を集めたらノルマクリア。ただし、タモリがボタンを押しても90ほぉまでためれないので、うまく100ほぉを集めるため謎を解く。
- 『ラヴィット!』（TBS系列）
  - 2023年9月27日放送当日が、本番組司会者の八嶋の誕生日であることに因み、オープニングを「きっとみんながへぇ〜と思うもの」として放送[9]。当日の生放送出演者が、本家同様の概要紹介VTRを用意してトリビアを披露し、こちらも本家同様の「へぇボタン」で他の出演者が評価した。ただし、司会の川島明曰く「何度もへぇボタンを押すと、生放送ではうるさいのでは」ということで、1回だけ押せるシステムとなり、ボタンを押すとラッピー（声：田中沙耶）の声で「へぇ」と流れ、出演者の前方にあるモニターがラッピーだけのものから、「へぇ」の文字が追加されたものに切り替わる[注 17]。

- 『水曜日のダウンタウン』(TBS系列)
  - 2022年3月23日放送分の「リアルにへぇと言わせるの難しい説」で、挑戦者のタレントがターゲットのタレントに嘘の情報(ゴシップや噂話)を話す事で、ターゲットからどれだけ「へぇ」と言わせるかを競う内容。番組内容をオマージュした訳では無いが、メロンパン(金の脳のオマージュ)の画像を出したり、引き出せた「へぇ」の数を本家風に演出したりと、一部で本家を意識するような演出を行った。

## 備考

### エピソード
- 番組の公式番組サイトのアドレスはwww.fujitv.co.jp/trivia/だったが、現在（2012年1月時点）はwww.fujitv.co.jp/b_hp/trivia/へのリダイレクトとなっている。番組開始 - 2003年7月まではwww.fujiint.co.jp/TRIVIA/、2003年8月 - 9月の間は、www.trivianoizumi.com だった。公式サイトの更新は2007年1月の「復活スペシャル」より行われていなかったが、2011年10月の時点でも「トリビア」の募集ページなどサイトの内容は残されていた。
- 2004年9月15日の放送では、No.552「天然のウナギの卵は人類史上未だ発見されたことがない」という「トリビア」は放送当時は確かに発見されていないものであったが、その5年後2009年5月に日本の調査隊が実際に人類史上初めて発見に成功した。なお、場所はマリアナ諸島近辺の水深約160メートル付近であった。
- 2012年1月1日の放送では、特番の番組予告宣伝CMで「もし、お父さんが犬になったら」という「トリビアの種」の予告が放送されたが、番組内では放送されなかった。フジテレビはこれについて、ホームページ上で「内容が盛り沢山すぎて入り切らなかった」と発表しており「次回をご期待ください」と記載されている[10]が前述にあるようにこの回を最後に放映はされていない。

### 番組の評価
- アジア太平洋放送連合（ABU）・第41回総会でABU賞（テレビ・エンターテインメント部門）を受賞した。番組では「ムダ知識」とは言いながらもこれまで一般に知られていなかったことや意外に役に立つ雑学が紹介されたこともあり（後になるとネタ切れのためそのような「トリビア」は減った）、日本PTA全国協議会の「子供に見せたい番組」の調査でランクインしたこともある。トリビアプレゼンター（司会）の八嶋の説明する「補足トリビア」がためになると評価されたこともある。

### 流行語大賞
- 「へぇ」の言葉は放送を重ねるごとに世間に広まり、2003年には「ユーキャン流行語大賞」のトップテンに選出された（登録上は「へぇ〜」）。

### ギネス記録
- 2010年2月27日スペシャルにおいて、トリビアプレゼンター（司会）の高橋が自らトリビアを投稿し、自身がピタゴラスイッチのような装置（ルーブ・ゴールドバーグ・マシン）を作るギネス記録に認定されていたことを明かした。しかし、実際はフジテレビ本社で行われたギネス挑戦中に、たまたま現場に居合わせた高橋がギネス賞を授かった物であることが明らかとなった。

### 番組の影響
- 番組がゴールデンタイムに放送され始めた2003年からおよそ2年後の2005年から2006年にかけて、この番組を模した「トリビアの泉の実験」というチェーンメールが流行した。内容は「一人から複数の知り合いへメールを送り、それを繰り返してどこまでメールが広がるか」という物であった。番組とは一切関係は無く、フジテレビは番組内や公式ホームページのトップで注意を促した[4][5][注 18]。

## 関連商品

### 文献（書籍）
- 『トリビアの泉 〜素晴らしきムダ知識〜 へぇの本』 第1巻から第19巻 - 講談社 / フジテレビ 〜トリビア普及委員会〜
  - 『トリビアの泉 〜素晴らしきムダ知識〜 へぇの本 1』（ISBN 4-06-352702-6） 2003年6月25日発行
  - 『トリビアの泉 〜素晴らしきムダ知識〜 へぇの本 2』（ISBN 4-06-352703-4） 2003年6月25日発行
  - 『トリビアの泉 〜素晴らしきムダ知識〜 へぇの本 3』（ISBN 4-06-352704-2） 2003年9月3日発行
  - 『トリビアの泉 〜素晴らしきムダ知識〜 へぇの本 4』（ISBN 4-06-352706-9） 2003年11月発行
  - 『トリビアの泉 〜素晴らしきムダ知識〜 へぇの本 5』（ISBN 4-06-352710-7） 2004年3月発行
  - 『トリビアの泉 〜素晴らしきムダ知識〜 へぇの本 6』（ISBN 4-06-352711-5） 2004年3月発行
  - 『トリビアの泉 〜素晴らしきムダ知識〜 へぇの本 7』（ISBN 4-06-352717-4） 2004年7月発行
  - 『トリビアの泉 〜素晴らしきムダ知識〜 へぇの本 8』（ISBN 4-06-352718-2） 2004年8月8日発行
  - 『トリビアの泉 〜素晴らしきムダ知識〜 へぇの本 9』（ISBN 4-06-352728-X） 2004年12月15日発行
  - 『トリビアの泉 〜素晴らしきムダ知識〜 へぇの本 10』（ISBN 4-06-352729-8） 2004年12月15日発行
  - 『トリビアの泉 〜素晴らしきムダ知識〜 へぇの本 11』（ISBN 4-06-352733-6） 2005年4月27日発行
  - 『トリビアの泉 〜素晴らしきムダ知識〜 へぇの本 12』（ISBN 4-06-352734-4） 2005年4月27日発行
  - 『トリビアの泉 〜素晴らしきムダ知識〜 へぇの本 13』（ISBN 4-06-352738-7） 2005年11月9日発行
  - 『トリビアの泉 〜素晴らしきムダ知識〜 へぇの本 14』（ISBN 4-06-352739-5） 2005年11月9日発行
  - 『トリビアの泉 〜素晴らしきムダ知識〜 へぇの本 15』（ISBN 4-06-352743-3） 2006年4月19日発行
  - 『トリビアの泉 〜素晴らしきムダ知識〜 へぇの本 16』（ISBN 4-06-352744-1） 2006年4月19日発行
  - 『トリビアの泉 〜素晴らしきムダ知識〜 へぇの本 17』（ISBN 4-06-352745-X） 2006年9月27日発行
  - 『トリビアの泉 〜素晴らしきムダ知識〜 へぇの本 18』（ISBN 4-06-352746-8） 2006年9月27日発行
  - 『トリビアの泉 〜素晴らしきムダ知識〜 へぇの本 19』（ISBN 978-4-06-352747-6） 2007年1月25日発行
- 『金のへぇトリビアの泉 金の脳だけセレクション〜』 - 講談社 （ISBN 9784063527483）
- 『トンデモ一行知識の世界』 - 唐沢俊一 （ISBN 4479390634/ISBN 4480037241）
- 『トンデモ一行知識の逆襲』 - 唐沢俊一 （ISBN 4479390804/ISBN 4480039171）

### 関連商品
- 『1/1へぇボタン』 - バンダイが「へぇボタン」の形状、効果音を再現した

## 関連番組
- FNS ALLSTARS あっつい25時間テレビ やっぱ楽しくなければテレビじゃないもん!（フジテレビ系列）
2005年7月23日・7月24日放送の2005年の『FNS27時間テレビ』。同番組内で「トリビアの温泉」「テレビヤの種」といった当番組のコーナーが行われた。
- 警護官 内田晋三（フジテレビ系列）
2007年1月27日放送の『トリビアの泉 今夜復活踊る大へぇへぇ祭り!!』（土曜プレミアム） 内にて放送されたミニテレビドラマ。
- 芸能人格付けチェック（ABCテレビ制作・テレビ朝日系列）
高橋と八嶋が当番組のチーム名で3回出演。